# Corvospongilla lapidosa
Corvospongilla lapidosa är en svampdjursart som först beskrevs av Anandale 1908.  Corvospongilla lapidosa ingår i släktet Corvospongilla och familjen Spongillidae. Inga underarter finns listade i Catalogue of Life.